# South Bimini
South Bimini är en ö i Bahamas.   Den ligger i distriktet Bimini District, i den västra delen av landet, 200 km väster om huvudstaden Nassau.
Tropiskt monsunklimat råder i trakten. 